# 于船
于船（1924年11月21日—2005年11月2日），原名孙裕川，曾用名孙英，男，汉族，陕西三原人，中国中兽医学家，曾任北京农业大学教授。

## 生平
1924年11月21日，于船出生于陕西省三原县。
1943年，考入陆军兽医学校西北分校正科。1945年抗战胜利后，学校合并至安顺陆军兽医学校本部。1946年，毕业于陆军兽医学校大学部本科。毕业后，分派到云南嵩明种马场任一等技佐。1948年，进入华北联合大学学习。同年，任华北大学农学院畜牧兽医教育工作站主任、兽专主任。1950年起，在北京农业大学（现中国农业大学）历任讲师、副教授、教授，兽医系副主任。
2005年11月2日，于船在北京去世。
2020年，世界中兽医协会（WATCVM）为纪念于船教授的贡献，将每年的11月11日定为“世界中兽医日”。